# Improphantes geniculatus
Improphantes geniculatus là một loài nhện trong họ Linyphiidae.
Loài này thuộc chi Improphantes. Improphantes geniculatus được Wladislaus Kulczynski miêu tả năm 1898.